# Petlalcingo
Petlalcingo är en kommunhuvudort i Mexiko.   Den ligger i kommunen Petlalcingo och delstaten Puebla, i den sydöstra delen av landet, 200 km sydost om huvudstaden Mexico City. Petlalcingo ligger 1 372 meter över havet och antalet invånare är 9 680.
Terrängen runt Petlalcingo är kuperad åt nordväst, men åt sydost är den platt. Petlalcingo ligger nere i en dal. Runt Petlalcingo är det ganska glesbefolkat, med 42 invånare per kvadratkilometer. Närmaste större samhälle är Acatlán de Osorio, 19,0 km nordväst om Petlalcingo. Trakten runt Petlalcingo består i huvudsak av gräsmarker.